# Moulins (Allier)
Moulins (wym. [mu.lɛ̃]) – miejscowość i gmina we Francji, w regionie Owernia-Rodan-Alpy, stolica departamentu Allier.

## Geografia
Współrzędne geograficzne Moulins to:
- 46 stopni i 34 min. szerokości geograficznej północnej[1],
- 3 stopnie i 20 min. długości geograficznej wschodniej[1].

Miasto usytuowane jest nad rzeką Allier w środkowej Francji, na północ od Masywu Centralnego w regionie historycznym Burbonia. Znajduje się ono w regionie administracyjnym Owernia-Rodan-Alpy, w departamencie Allier, w okręgu Moulins.

## Architektura
- rezydencja Louisa Mantina

## Demografia
Według danych na rok 1990 gminę zamieszkiwało 22 799 osób, a gęstość zaludnienia wynosiła 2648 osób/km². W styczniu 2015 r. Moulins zamieszkiwało 19 571 osób, przy gęstości zaludnienia wynoszącej 2273,1 osób/km².

## Miasta partnerskie[1]
Miasta partnerskie Moulins :
- Bad Vilbel, Niemcy
- Montepulciano, Włochy